# Luís de Albuquerque Maranhão
Luiz de Albuquerque Maranhão, conhecido por Albuquerque Maranhão (São Paulo, 15 de maio de 1875 — Curitiba, 6 de janeiro de 1949), foi um jurista, magistrado e político brasileiro.
Foi desembargador do Tribunal de Justiça do Estado do Paraná, senador da República e vice-presidente do Estado do Paraná, no mandato de Affonso Alves de Camargo.

## Biografia
Era o primogênito dos onze filhos do coronel e advogado (OAB/PR 131) Luiz Francisco de Paula Albuquerque Maranhão (1845-1916) e de Engrácia Belarmina Mendes Guimarães (1858-1919), sendo bisneto do senador imperial Afonso de Albuquerque Maranhão (1744-1836). Casou-se em 1900 com Alayde Munhoz da Rocha Küster (casada, Alayde Küster de Albuquerque Maranhão), prima-irmã de Caetano Munhoz da Rocha, com quem teve nove filhos.
Bacharel em Direito em 1896 pela Faculdade de Direito do Largo de São Francisco (SP), iniciou a carreira como advogado em São Paulo por três anos, sendo nomeado Juiz da Comarca de Campo Largo, no Paraná, em 1899. Nos anos seguintes, foi nomeado na Comarca de Rio Negro, Palmas, Guarapuava, Antonina, União da Vitória e na Lapa, até 1919, quando foi alçado para a capital. Em 30 de dezembro de 1922, foi nomeado desembargador do Tribunal de Justiça do Estado do Paraná. Aposentou-se, a pedido, em 26 de outubro de 1926. 
Politicamente, foi Chefe de Polícia e também senador pelo Paraná de 1927 a 1928, quando renunciou ao mandato no Senado Federal para ser eleito vice-presidente do Estado, no mandato de Affonso Alves de Camargo, até o advento da Revolução de 1930.
Faleceu em Curitiba a 6 de janeiro de 1949, com 73 anos, deixando numerosa descendência na capital paranaense.